# 弓導士
『弓導士』（きゅうどうし、KYUDOSHI）は、あまのあめのによる日本の漫画作品。

## 概要
デジタルコミック誌『電撃コミック ジャパン』（アスキー・メディアワークス）2011年4月号から連載を開始した。作者にとっては初めての連載作品である。
日本の高等学校の弓道場などを舞台とした“弓道バトルアクション”。和弓を用いて異世界で霊を退治するファンタジー漫画である。野戦が主体でありスポーツ漫画としての要素は殆ど無い。和弓の流派は小笠原流だけでなく日置流も登場する。

## あらすじ
神道 悟は高校入学後、弓道をやっていて失踪した姉の手がかりを得るべく弓道場を訪れると、弓道部員は要 弓子たった1人だという。自己紹介も交わさず、“選ばれた人”のみが入部できるからと弓を渡され、的に集中しながら素引きすると、異世界へ飛ばされ目の前にいる黒装束の男が矢を放ってきた。逃げ回る悟の元へ姿を変えた弓子が現れ黒装束の男を射抜いて退治する。安堵も束の間、お互いの自己紹介の後、説明をしていた弓子が後ろから射抜かれ消滅。霊弓士と名乗る女の新手が現れ、悟は素人ながら立ち向かうが、危機に陥る。そこへ般若の面を被った別の女が現れ、霊弓士を追い払う。悟は一言会話を交わし、そのまま意識を失う。保健室で目覚めるとそこにはセーラー服を着た弓子が居た。弓子は悟の名前を知っており、今までの出来事が夢では無いと告げる。そして姉の手がかりを得るために弓導士として戦うよう提案される。

## 登場人物

### 主要人物
神道 悟（しんどう さとる）
本作の主人公で高校1年生。新米弓導士だが弓道経験は全く無い。「物見」ができる。首に巻いた布が自動的に相手の矢を防ぐ場合もある。
要 弓子（かなめ ゆみこ）
弓道部唯一の部員。高校2年生。巨乳の女子生徒。弓道での的中率は高く、悟に基礎から教えている。悟が弓道場を訪れた日に的を射抜かれ弓導士ではなくなった。弓導士になると髪型が長めのポニーテールへと変わる。幸には「ゆみちん」と呼ばれていた。憑依合体すると髪が銀色に変わる。
ギリコ
弓道場に現れる白い体毛をして大きな黒い柄のあるネコ。神道界では色が反転し、人間の言葉を喋る。自称「弓導士が霊と戦えるよう導くモノ」。名前は幸が付けた。憑依合体して悟に戦い方を教えた。
神道 幸（しんどう みゆき）
悟の姉。有能な弓導士で数多くの霊体を倒し。弓子に戦い方を教えていた。神道界で般若の面を被り、鎧を着た日置流風の弓術を使う敵と交戦し、弓子を逃がす。しかしその後、神道界からも人間界からも姿を消した。黒髪ロングヘア。
般若（はんにゃ）
神道界に現れる般若の面を被った長い黒髪の女性。霊弓士に襲われ窮地に陥った悟を助け、助言を残し去る。上記の鎧を着た霊弓士とは別人。

### 霊弓士
両角 瞳（もろずみ ひとみ）
悟が初めて会った女霊弓士。弓子の胸を射抜き神道界から排除した。右目と首に布を巻き、長い黒髪を後ろで一本結びにしている。高飛車で口が悪いがツンデレ。般若から右肩をわざと狙われ負傷する。右目には傷がある。「物見」、「畳返し」ができる。愛の双子の妹であり、生前は弓道をやっていたが自身の不注意により姉の放った矢で死んでしまう。そのことを後悔しており、弓道ができなくなった姉に会って謝るため霊弓士として戦っていた。弓道の流派は日置流。
袴田（はかまだ）
眼鏡をかけた男の霊弓士。顔、首、右腕、胸に布を巻いている。より高度な「畳返し」を使い、遠的が苦手。

### 人間界
袴田 武史（はかまだ たけし）
弓子の知人で、弓道場の無い学校に通う男子学生。悟が弓導士になった翌日に練習のため弓道場に訪れた。馴れ馴れしい性格で眼鏡をかけている。弓道での的中率は高い。転校してきた愛を過去の弓道大会で見たことがあったため弓道部へ誘った。
両角 愛（もろずみ めぐみ）
瞳の双子の姉。人間界で武史と同じ高校に通う女子高生であり弓子の学校へ訪れた。大人しい性格。長い右前髪が右目に少しかかっている。弓道の名門校に通っていたが弓道の練習中、不用意に矢取りに向かった瞳の右目を射抜き、殺してしまった。そのことにより弓を引くことができなくなり、退部し別の学校へ転校した。悟と瞳が的前十五間四本矢勝負をしている最中に弓導士として現れ、勝負を止めた。弓道の流派は日置流。

## 用語解説
弓導士（きゅうどうし）
霊界からの霊弓士を人間界へ来ないよう倒したり追い返すのが役目。何故それをする必要があるのかは不明。神道界では姿が多少変わり髪の色が淡い色になる。霊弓士の矢が急所である的に中ると、神道界では姿が消滅し二度と弓導士にはなれなくなる。また、射法八節を用いて4本以内に仕留めきれなかった場合も同じく弓導士の力を失う。霊を1体以上退治し、三十三間（約60メートル）以上他の霊と距離をとった状態で、元に居た人間界の場所を強くイメージすることで神道界から戻ることができる。弓導士になっている間は人間界では気絶した状態でそのままとなっている。人間界へ戻っても神道界で体験した記憶は残る。弓はイメージすることで自由自在に出すことができる。上級技として円形のバリアーを作り敵の矢を防ぐことができる「要（かなめ）」、足摺しながらの高速移動「摺（すり）」、畳に乗って空を飛ぶ「翔（しょう）」などがある。
霊弓士（れいきゅうし）
弓導士を倒すために神道界に現れる敵。弓子によると亡くなった人の霊がなるとされる。矢が的以外の体に中ると刺さることはないが外傷となる。
強弓士（ごうきゅうし）
神に選抜された強い弓士。8人で構成され、幸は現代弓道の使い手として初めて八強弓士になったと言われている。
物見（ものみ）
相手の体を集中して見ることで急所である的を浮かび上がらせることができる能力。弓導士、霊弓士ともに使用する。敵対する両者が使用すると的前十五間（約27メートル）で四本矢勝負となる。同中の場合は決着がつくまで延々と四本矢勝負を行う。
神道界（しんどうかい）
人間界と霊界の隙間の世界。別名、「神道（かんながらのみち）の世界」。ここでは霊体は霊弓士となり、人間は弓導士となって戦う。「神によって戦わされている」という幸の発言がある。地中には畳が仕込まれていて、上級者は畳を立てることで矢を防いだり、視界を遮ることに使用する（畳返し）。
霊界（れいかい）
霊体（霊）のいる世界。
霊界（れいたい） / 霊（れい）
霊体は人間界へ行くと悪霊となる場合がある。弓導士が戦うのは弓矢に何かしら関わった霊のみ。霊は放たれた矢でしか退治することはできない。弱い霊の代表として木霊（こだま）、虫霊（ちゅうれい）がいる。霊弓士も霊に含まれる。
憑依合体（ひょういがったい）
ギリコが憑依すると頭部にネコの耳が生え（元の人間の耳はそのまま）、臀部には尻尾が生え、瞳孔も縦に細長くなる。その間は人間の意識はあるもののギリコの意思でのみ体が動く。高い能力も引き出せるが、この状態で引いた矢では霊を退治できない。弓導士の力を失った者もこの状態ならば神道界へ行くことが可能である。
射法八節（しゃほうはっせつ）
弓道における射法。神道界で正しく弓を引くことで矢の威力は増し、あらゆる防御行為を無効にし、的に中れば確実に霊を退治できる。ただし4射のうち1本も中らなかった場合は弓導士の能力を失う。

## 単行本
『弓導士』 電撃ジャパンコミックス（アスキー・メディアワークス）。既刊1巻。巻末には描き下ろしのイラストや後書きが掲載されている。また、第1巻には月刊ComicREX2007年8月号（一迅社）に掲載された弓道の読み切り漫画『残心』も収録されている。
1. 2012年2月15日発売 ISBN 978-4-04-886449-7[3]